# 李啟淦
李啟淦（英語：Johnny Li，1966年7月16日—），前香港游泳代表隊隊員，曾屢破香港自由泳紀錄，參加過洛杉磯及漢城兩屆奧運游泳比賽，無綫電視體育節目《體育世界》的主持及前基本藝人合約演員。

## 簡介
中學畢業於香港華仁書院，及後到美國柏克萊加州大學求學，並穫得土木工程學士的資格。另外，又曾在北京體育大學修讀體育教育課程。他現時為多個香港泳池建築工程的技術顧問。著名DJ林珊珊的前夫，二人育有兩女，長女李澄現任職商業電台DJ。
他2012年倫敦奧運會擔任無綫電視擔任游泳項目評述員，他同時也在劇集《怒火街頭2》（第1－3集）之中客串，飾演宋醫生一角。同時也在劇集《衝上雲霄II》（第32－33集）客串飾演李Sir。

## 榮譽
- 1986年亞洲游泳錦標賽100米自由泳銅牌
- 1980年至1988年多項香港游泳冠軍及香港紀錄保持者
- 1994年獲香港游泳教練會頒傑出教練獎
- 亞洲游泳聯會發展委員會委員
- 香港業餘游泳總會執行委員會委員

## 外部連結
- 李啓淦 Li Khai Kam - TVB藝人資料 - tvb.com （页面存档备份，存于）